# ويندي ميلر
ويندي ميلر هي لاعبة كرلنغ كندية، ولدت في 3 مارس 1981 في فريدريكتون في كندا.